# Аль-Бурі Ндіає
Аль-Бурі Ндіає (бл. 1847–1901) — останній буурба (володар) держави Волоф в 1875—1890 роках.

## Життєпис
Походив з династії Ндіає. Син принца Бірам Пенда Діеме Ндіоте та Сейнабу Амаду Йелла Діоп з панівної династії держави Кайор. 1851 року під час боротьби за владу загинув його батько. У віці близько 9 років Аль-Бурі відправили до материних родичів до Кайору. Тут він здобув освіту. Згодом брав участь у війнах Кайору проти французьких колонізаторів та марабутів.
1875 році за підтримки знаті та військ Кайор отримав трон Волоф. У 1878 року проти нього виступили марабути на чолі із Бара Шейху Деме, але у битві біля Дієме війська Волоф завдали їм нищівної поразки. Невдовзі повстав зведений брат буурби — Бірам Ндієме Кумба, якого після запеклої боротьби було також переможено.
1881 року приєднався до коаліції Кайору, Ваало, імамату Фута Джаллон, емірату Трарза, спрямованої зупинити агресію Франції. Втім війна виявилася невдалою. Невдовзі Франція встановила зверхність на Кайор. 1885 року Аль-Бурі уклав з Францією мирний договір про ненапад. Натомість повинен був відправити сина Буна аль-Бурі в якості заручника до Дакару.
У 1886 році французи підбурили Самба Лаобе Фалла, дамеля (володаря) Кайору, виступили проти держави Волоф. Останнього підтримав Самба Лаобе Пенда, брат Аль-Бурі. Але у битві біля Гуілле буурба волоф завдав ворогові рішучої поразки. За цим Франція анексувала Кайор. В результати кордони французької колонії Сенегамбія дійшли до меж Волофу.
1890 року французький загін на чолі із полковником Альфредом Доддсом атакував Волоф. Не маючи змоги протистояти Аль-Бурі спалив свою столицю Янг-Янг, відступивши до імперії тукулерів, де в Ахмаду Талла намагався отримати допомогу. В результаті сприяв утворенню союзу між Ахмаду Таллом, Тіба Траоре, володарем Кенедугу, та Саморі, правителем Васулу. Але останні між собою знову погиркалися.
Протягом 1890—1892 років спільно з Ахмаду Таллом вів запеклі війни з французами, але зазнав поразки. 1893 року в битві біля Дуенци вони зазнали нової поразки від французів. Внаслідок цього французька колоніальна адміністрація зміцнилася в Волофі. 1900 року її офіційно було приєднано жо Франції.
Після цього разом з Ахмаду почав відступ до султаната Сокото, сподіваючись отримати там допомогу. Незважаючи на безкінечні напади 1901 року зумів дістатися області Доссо, де зазнав поранення отруєною стрілою, від чого й помер.